# Ximena Restrepo
Ximena Restrepo Gaviria (* 10. März 1969 in Medellín) ist eine ehemalige chilenisch-kolumbianische Leichtathletin, die sich auf den Sprint spezialisiert hat und zu den erfolgreichsten Leichtathletinnen ihres Landes zählt. 1992 gewann sie bei den Olympischen Sommerspielen in Barcelona die Bronzemedaille über 400 Meter. Zudem siegte sie bei den Südamerikaspielen und Südamerikameisterschaften und gewann auch Medaillen bei den Panamerikanischen Spielen sowie bei den Zentralamerika- und Karibikspielen. Nach ihrer aktiven Karriere wurde sie Funktionärin beim Leichtathletik-Weltverband World Athletics und ist seit 2019 die erste Frau in der Funktion der Vizepräsidentin.

## Karriere

### Sportliche Laufbahn
Erste internationale Erfahrungen sammelte Ximena Restrepo vermutlich im Jahr 1985, als sie bei den Juegos Bolivarianos in Cuenca in 24,93 s die Goldmedaille im 200-Meter-Lauf gewann und in 47,89 s und 3:58,22 min auch mit der kolumbianischen 4-mal-100- und 4-mal-400-Meter-Staffel jeweils die Goldmedaille gewann. Im Jahr darauf gewann sie bei den Panamerikanischen Juniorenmeisterschaften in Winter Park in 24,54 s die Bronzemedaille über 200 Meter und belegte in 11,98 s den vierten Platz im 100-Meter-Lauf. Anschließend schied sie bei den Juniorenweltmeisterschaften in Athen mit 12,09 s und 24,42 s jeweils im Halbfinale über 100 und 200 Meter aus, ehe sie bei den Juniorensüdamerikameisterschaften in Quito in 24,08 s die Goldmedaille über 200 Meter gewann und sich über 100 Meter in 12,10 s die Silbermedaille sicherte. Zudem siegte sie daraufhin in 23,76 s über 200 Meter bei den Ibero-Amerikanischen Meisterschaften in Havanna. 1987 siegte sie bei den Juniorensüdamerikameisterschaften in Santiago de Chile in 11,69 s über 100 Meter sowie in 23,72 s auch im 200-Meter-Lauf. Anschließend gewann sie bei den Südamerikameisterschaften in São Paulo in 23,49 s die Goldmedaille über 200 Meter und sicherte sich in 11,77 s die Silbermedaille über 100 Meter hinter der Argentinierin Deborah Bell. Im Jahr darauf gewann sie bei den Juniorensüdamerikameisterschaften in Cubatão in 24,38 s die Silbermedaille über 200 Meter und anschließend belegte sie bei den Ibero-Amerikanischen Meisterschaften in Mexiko-Stadt in 23,46 s den vierten Platz. Daraufhin schied sie bei den Juniorenweltmeisterschaften in Greater Sudbury mit 11,83 s und 23,90 s jeweils im Halbfinale über 100 und 200 Meter aus und wurde im Halbfinale im 400-Meter-Lauf disqualifiziert. Im September nahm sie erstmals an den Olympischen Sommerspielen in Seoul teil und schied dort mit 24,00 s in der ersten Runde über 200 Meter aus, wurde mit der 4-mal-400-Meter-Staffel im Vorlauf disqualifiziert und ging mit der 4-mal-100-Meter-Staffel im Semifinale nicht mehr an den Start.
Sie begann um 1989 ein Studium an der University of Nebraska-Lincoln in den Vereinigten Staaten und im selben Jahr gewann sie bei den Südamerikameisterschaften in Medellín in 11,4 s die Silbermedaille über 100 Meter hinter ihrer Landsfrau Amparo Caicedo. Im Jahr darauf gewann sie bei den Zentralamerika- und Karibikspielen (CAC) in Mexiko-Stadt in 45,29 s die Silbermedaille in der 4-mal-100-Meter-Staffel hinter dem kubanischen Team. 1991 wurde sie NCAA-Collegemeisterin über 400 Meter und siegte bei den Südamerikameisterschaften in Manaus in 23,21 s über 200 Meter und gewann in 45,00 s gemeinsam mit Ángela Mancilla, Elia Mera und Alejandra Quiñones die Silbermedaille in der 4-mal-100-Meter-Staffel hinter dem brasilianischen Team. Auch mit der 4-mal-400-Meter-Staffel gewann sie in 3:36,56 min gemeinsam mit María Quiñones, Maribelcy Peña und Ángela Mancilla die Silbermedaille hinter Brasilien. Anschließend gewann sie bei den Panamerikanischen Spielen in Havanna in 23,16 s die Silbermedaille über 200 Meter hinter der Kubanerin Liliana Allen und über 400 Meter musste sie sich in 50,14 s nur der Kubanerin Ana Fidelia Quirot geschlagen geben, stellte damit aber einen neuen Südamerikarekord auf. Zudem belegte sie in beiden Staffelbewerben jeweils den vierten Platz. Kurz darauf belegte sie bei den Weltmeisterschaften in Tokio in 50,79 s im Finale den sechsten Platz über 400 Meter. Im Jahr darauf siegte sie bei den Ibero-Amerikanischen Meisterschaften in Sevilla in 51,66 s über 400 Meter und gewann mit der 4-mal-100-Meter-Staffel in 45,54 s die Bronzemedaille hinter den Teams aus Kuba und Spanien. Anschließend erreichte sie bei den Olympischen Sommerspielen in Barcelona das Finale über 400 Meter und gewann dort mit neuem Südamerikarekord von 49,64 s die Bronzemedaille hinter der Französin Marie-José Pérec und Olha Bryshina aus dem Vereinten Team. Anschließend siegte sie mit der amerikanischen Auswahlstaffel über 4-mal 400 Meter in 3:29,73 min beim IAAF World Cup in Havanna.
1993 belegte sie bei den Weltmeisterschaften in Stuttgart in 50,91 s im Finale den fünften Platz über 400 Meter und anschließend gewann sie bei den Zentralamerika- und Karibikspielen in Ponce in 23,88 s die Bronzemedaille über 200 Meter hinter den Kubanerinnen Liliana Allen und Idalmis Bonne. Zudem gewann sie dort mit der 4-mal-100-Meter-Staffel in 44,62 s die Silbermedaille hinter dem kubanischen Team. Im Jahr darauf siegte sie bei den Ibero-Amerikanischen Meisterschaften in Mar del Plata in 23,07 s und 52,69 s über 200 und 400 Meter sowie in 44,87 s und 3:35,35 min auch in beiden Staffelbewerben. Anschließend siegte sie bei den Südamerikaspielen in Valencia in 51,31 s über 400 Meter sowie in 56,05 s im 400-Meter-Hürdenlauf. Zudem siegte sie in 44,98 s gemeinsam mit Patricia Rodríguez, Mirtha Brock und Felipa Palacios in der 4-mal-100-Meter-Staffel. 1995 ging sie bei den Panamerikanischen Spielen in Mar del Plata im Finale über 400 Meter nicht mehr an den Start und anschließend siegte sie bei den Südamerikameisterschaften in Manaus in 51,93 s über 400 Meter sowie in 57,42 s auch über 400 m Hürden. Zudem siegte sie in 3:33,37 min gemeinsam mit Mirtha Brock, Flor Robledo und Patricia Rodríguez in der 4-mal-400-Meter-Staffel. Im August schied sie bei den Weltmeisterschaften in Göteborg mit 51,82 s im Halbfinale über 400 Meter aus. Im Jahr darauf gewann sie bei den Ibero-Amerikanischen Meisterschaften in Medellín in 50,87 s die Silbermedaille über 400 Meter hinter der Kubanerin Julia Duporty und siegte mit der Staffel in 3:33,69 min. Anschließend kam sie bei den Olympischen Sommerspielen in Atlanta in der ersten Runde über 400 Meter nicht ins Ziel. 1998 gewann sie bei den Ibero-Amerikanischen Meisterschaften in Lissabon in 3:33,69 min die Silbermedaille mit der 4-mal-400-Meter-Staffel hinter dem mexikanischen Team und kam dort mit der 4-mal-100-Meter-Staffel nicht ins Ziel. 2000 nahm sie zum vierten Mal an den Olympischen Sommerspielen in Sydney teil und schied dort mit der 4-mal-100-Meter-Staffel mit 44,08 s im Halbfinale aus. Daraufhin beendete sie ihre aktive sportliche Karriere im Alter von 31 Jahren.
1991 wurde Restrepo kolumbianische Meisterin im 100-Meter-Lauf sowie 1991 und 1992 über 200 Meter und 1992 auch im 400-Meter-Lauf.

### Persönliche Bestleistungen
- 100 Meter: 11,3 s, 1991
- 200 Meter: 22,4 s, 27. Juli 1991 in Medellín
- 400 Meter: 49,64 s, 5. August 1992 in Barcelona (Südamerikarekord)
  - 400 Meter (Halle): 52,12 s, 9. März 1991 in Indianapolis (kolumbianischer Rekord)
- 400 m Hürden: 56,05 s, 27. Januar 1994 in Valencia

### Trainerin und Funktionärin
Nach ihrer aktiven Laufbahn wurde Restrepo von 2001 bis in die Athletenkommission des Leichtathletikweltverbandes World Athletics (WA, vormals IAAF) gewählt. Von 2002 bis 2006 war sie sportliche Leiterin der Everest School in Chile und wurde anschließend von 2006 bis 2011 Trainerin beim Sportverein CD Universidad Católica in Santiago de Chile. Seit 2011 ist sie dort zudem Mitglied im Vorstand des Vereins. Von 2010 bis 2014 war sie technische Direktorin für die Planung der Südamerikaspiele und war dann auch im Organisationskomitee vertreten. Von 2017 bis 2023 war sie Mitglied der Athletenkommission des südamerikanischen Leichtathletikverbandes Confederación Sudamericana de Atletismo (ConSudAtle). Zudem war sie von 2018 bis 2023 Mitglied der technischen Kommission für die Panamerikanischen Spiele in Santiago. Dort war sie 2023 auch im Organisationskomitee und dort als technische Direktorin verantwortlich. Zudem wurde sie 2018 Mitglied in der Gender Taskforce des Weltverbandes WA. Im Jahr darauf wurde sie Vorstandsmitglied beim Südamerikanischen Leichtathletikverband und im selben Jahr wurde sie als erste Frau zur Vizepräsidentin des Leichtathletik Weltverbandes gewählt. Von 2020 bis 2021 war sie im Weltverband in der Arbeitsgruppe zu Menschenrechten zuständig und ist seit 2020 Mitglied im Komitee für Risikoeinschätzung sowie seit 2021 Mitglied im Gremium zur Vergabe von Veranstaltungen des Weltverbandes. 2023 stieg sie im Weltverband zur Senior-Vizepräsidentin auf.

## Persönliches
Ximena Restrepo ist mit dem ehemaligen chilenischen Kugelstoßer Gert Weil verheiratet. Ihre gemeinsame Tochter Martina Weil (* 1999) ist für Chile startend ebenfalls als Sprinterin erfolgreich. Neben der kolumbianischen Staatsbürgerschaft hält sie durch ihre Hochzeit auch die chilenische Staatsbürgerschaft. Seit 2015 ist sie auch als Ernährungsberaterin tätig und 2017 erhielt sie einen Master-Abschluss für Sportorganisation an der Universidad San Sebastián.